# بريتوريا
مدينة بريتوريا أو بِرتُرية تقع في الجزء الشمالي من مقاطعة غوتنغ في جنوب أفريقيا وتعتبر من العواصم الثلاثة الرئيسية للدولة حيث تعتبر مركز الإدارة التنفيذية والتشريعية والقضائية.
وقد غُيِّر اسم مدينة بريتوريا في مايو عام 2005 إلى اسم تشيوان، إلا أن هذا الاسم لم يُعْتَمَد بوزارة الثقافة والفنون وهي الجهة المسئولة عن تنظيم أسماء المناطق الجغرافية بـجنوب أفريقيا.

## الجغرافيا والمناخ
تقع بريتوريا في المنطقة الانتقالية بين هايفيلد وبوشفيلد، نحو 50 كيلومتر إلى الشمال من جوهانسبرغ، في الشمال الشرقي من جنوب أفريقيا، تقع في وادي دافئ خصب تحيط بها التلال من ماجاليسبرغ المدى 1،370 مترا (4،495 قدم) فوق مستوى سطح البحر.

## الخصائص
يبلغ عدد سكان بريتوريا حوالي مليون نسمة، ويتحدث أهلها الإنجليزية وأفريكانسية الزولو وغيرها .

## الثقافة
تعتبر بريتوريا المركز الجامعي والأكاديمي لجنوب أفريقيا حيث يوجد بها أهم جامعتين في جنوب أفريقيا وهما جامعة بريتوريا العامة وجامعة تشيوان للتكنولوجيا، كما يوجد بها المعهد الأفريقي للبحوث العلمية والصناعية.

## الرياضة
تشتهر بريتوريا برياضة الرجبي وهي الرياضة الأولى بشكل عام في جنوب أفريقيا، وقد استضافت بريتوريا عام 1995 بعض المباريات من بطولة العالم للرجبي وكذلك فهي من المدن التي استضافت بطولة كأس العالم لكرة القدم 2010 والتي تمت إقامتها في جنوب أفريقيا.

## توأمة
لبريتوريا اتفاقيات توأمة مع كل من:
- عمان (2002 - )
- بيت لحم
- باكو
- دلفت
- جوهانسبرغ
- كييف (10 مايو 1993 - )
- تايبيه (1983 - )
- طهران
- واشنطن العاصمة

## أعلام
- إيلون مسك
- لويس ريمون
- كوري ساندرز
- ريفا ستينكامب
- ثيو دي رادت
- روري بيرن
- ستيف بيكو
- لويس بوتا
- روبرت بروم